# Паралово (община Босилеград)
Вижте пояснителната страница за други значения на Паралово.
Паралово (на сръбски: Паралово или Paralovo) е село в Община Босилеград, Сърбия. Има население от 104 жители (по преброяване от септември 2011 г.).

## Демография
- 1948 – 364
- 1953 – 390
- 1961 – 329
- 1971 – 268
- 1981 – 227
- 1991 – 164
- 2002 – 133
- 2011 – 104

## Етнически състав
(2002)
- 78,94% българи
- 19,54% сърби
- 0,75% македонци